# Кейшо-Мару
Кейшо-Мару — транспортне судно, яке під час Другої світової війни взяло участь у операціях японських збройних сил на Новій Гвінеї та в архіпелазі Бісмарка.

## Передвоєнна історія
Судно спорудили в 1929 році на верфі Uraga Dock для компанії Showa Shosen, при цьому спершу воно мало назву Кохва-Мару, а в 1935-му перейменоване на Кейшо-Мару.
8 липня 1941-го судно реквізували для потреб Імперського флоту Японії.
У жовтні — листопаді 1941 Кейшо-Мару відвідало атол Кваджелейн (Маршалові острови).

## Діяльність у грудні 1941— листопаді 1942
Протягом перших чотирьох місяців після вступу Японії у Другу світову війну судно відвідало численні японські порти (Йокосука, Муроран, Отару, Токіо, Йокогама, Осака, Сасебо, Моджі, Цукумі, Йокаїчі) та побувало в Кіруні (наразі Цзілун на Тайвані).
4 квітня 1942-го, через тиждень після виходу з Осаки, Кейшо-Мару внаслідок аварії машини втратило хід. На допомогу йому прийшов переобладнаний канонерський човен Нагата-Мару, який з 5 по 9 квітня перебував поряд із дрейфуючим судном. 10 квітня Кейшо-Мару почав буксирувати інший переобладнаний канонерський човен Шотоку-Мару і 15 серпня судна прибули на Сайпан (Маріанські острови). Спроби відремонтувати двигун тут виявились невдалими, тому Кейшо-Мару вирішили відбуксирувати на ремонт до Японії. Перша така спроба, здійснена в червні переобладнаним канонерським човном Шоей-Мару, також була невдалою, і лише 19—29 липня Кейшо-Мару змогли доправити до Осаки на буксирі у транспорта Мітакесан-Мару. До 18 листопада Кейшо-Мару проходило ремонт на верфі Osaka Ironworks.

## Рейс до Рабаулу
Невдовзі судно прибуло до Сасебо, де прийняло на борт 17-й будівельний загін. 25 листопада 1942-го разом з судном для перевезення амунції Сея-Мару та під охороною патрульного корабля/мисливця за підводними човнами «Кайї» (Kaii, колишній китайський легкий крейсер «Хай-Вей») Кейшо-Мару вийшов у рейс до архіпелагу Бісмарка та 6 грудня 1942-го прибув до Рабаулу — головної передовій базі японців, з якої провадились операції на Соломонових островах та сході Нової Гвінеї.
До кінця лютого 1943 судно перебувало в Рабаулі, на який неодноразово вчиняли авіанальоти. Саме Кейшо-Мару не зазнало пошкоджень, при цьому 27 грудня стало поряд з постраждалим транспортом Нанкай-Мару та зняло з нього військовослужбовців підрозділу ППО та шість 13-мм зенітних кулеметів.
27 лютого — 2 березня 1943-го Кейшо-Мару в супроводі есмінця "Макінамі" здійснило перехід на атол Трук на сході Каролінських островів (тут ще до війни створили потужну базу японських ВМС, з якої до лютого 1944-го провадились операції у цілому ряді архіпелагів), а 6—14 березня пройшло до Йокосуки.

## Рейс до Нової Гвінеї
25 березня — 2 квітня 1943 Кейшо-Мару разом з "Мьоко-Мару" перейшло з Йокогами до Палау. Невдовзі після цього обидва судна вирушили до Нової Гвінеї — "Мьоко-Мару" 6 квітня у складі конвою «Вевак № 2», а Кейшо-Мару 8 квітня до Манокварі на півострові Чендравасіх, де з лютого велось облаштування бази. 10 квітня Кейшо-Мару прибуло до Манокварі, де перебувало два тижні. 24—26 квітня судно повернулось на Палау.
16—26 травня 1943-го Кейшо-Мару у складі конвою P-516 здійснило перехід до Куре, після чого до середини червня відвідало порти Осака, Моджі, Токуяма та Йокосука.

## Нові рейси до Рабаулу
19 червня 1943-го судно вийшло з Йокосуки у складі конвою № 3619 та 28 червня прибуло на Трук, де провадило забезпечення кораблів паливом, мастильними матеріалами, амуніцією та іншими припасами. 17—21 липня Кейшо-Мару пройшло до Рабаулу разом з конвоєм № 1172, маючи на борту баржі Дайхацу, цемент та інші вантажі. 26—29 липня Кейшо-Мару повернулось на Трук у складі конвою № 2262, звідки вийшло 10 серпня в конвої № 4810 та 18 серпня прибуло до Йокосуки.
19 вересня 1943-го судно вийшло з Йоккаїчі у складі конвою № 3914 та 25 вересня прибуло на Трук, звідки через кілька днів вирушило з конвоєм № 1291 та 3 жовтня вчергове досягнуло Рабаулу.
12 жовтня 1943-го на Рабаул здійснили наліт 349 літаків, що піднялися з аеродромів у Австралії та на Новій Гвінеї. Уражене Кейшо-Мару затонуло. Можливо відзначити, що того ж дня в гавані Рабаулу були потоплені і три невеликі судна — ліхтери Вакамацу-Мару № 1 та Курогане-Мару і переобладнаний патрульний човен Мішима-Мару.